# Bouquet (Gwen Stefani)
Bouquet è il quinto album in studio della cantautrice statunitense Gwen Stefani pubblicato il 15 novembre 2024 dalla Interscope Records.

## Antefatti e descrizione
Successivamente alla pubblicazione dell'album di musica natalizia You Make It Feel like Christmas (2017), Stefani ha collaborato con il marito Blake Shelton nei duetti country pop Nobody but You e Happy Anywhere. Nel corso del 2020 Stefani ha pubblicato due singoli solisti Let Me Reintroduce Myself e Slow Clap, affermando tuttavia di non essere al lavoro per un nuovo progetto discografico.
Stefani ha iniziato ad accennare al nome dell'album il 6 settembre 2024, postando una serie di fotografie con fiori, tutti in primo piano, annunciando il titolo il 18 settembre. Nonostante la copertina dell'album raffiguri Stefani con un cappello da cowboy, la cantante ha sottolineato che musicalmente si ispiri alla musica yacht rock e dai brani pop degli anni Settanta.
Riguardo ai testi dei brani, Stefani ha raccontato che nascono a seguito a un periodo di «guarigione e transizione» dal divorzio dall'ex marito Gavin Rossdale, seguendo il processo creativo nato con il terzo album solista This Is What the Truth Feels Like del 2016. L'artista ha dichiarato che i processi di composizione e registrazione delle tracce siano state «esplosioni concentrate di creatività».

## Accoglienza
Bouquet ha ottenuto recensioni perlopiù positive da parte della critica specializzata. Su Metacritic, sito che assegna un punteggio normalizzato su 100 in base a critiche selezionate, l'album ha ottenuto un punteggio medio di 60 basato su quattro recensioni.
Brendan Sharp di Clash ha descritto l'album come una «vibrazione ispirata al country», in cui la cantante «mostra una vera vulnerabilità nei suoi testi che mettono a nudo l'anima», sostenendo che «c'è un distinto senso di profondità emotiva nel cuore di Bouquet, che sembra trovare Gwen Stefani all'apice del suo mestiere di autrice».
In una recensione meno positiva, Sal Cinquemani di Slant Magazine ha ritenuto che i testi mostrassero un «punto di vista regressivo di Stefani» sulle donne, perché «è difficile conciliare la donna che ha sfondato con l'inno neo-femminista dei No Doubt Just a Girl» e ha trovato gli arrangiamenti delle canzoni non particolarmente riusciti.

## Tracce
1. Somebody Else's – 3:44 (Gwen Stefani, Fred Ball, Jacob Kasher Hindlin, Nick Long, Madison Love, Jake Torrey, Henry Walter)
2. Bouquet – 3:25 (Gwen Stefani, Fred Ball, Mark Landon, Nick Long, Madison Love, Henry Walter)
3. Pretty – 3:13 (Gwen Stefani, Nick Long, Madison Love, Henry Walter)
4. Empty Vase – 2:58 (Gwen Stefani, Nick Long, Madison Love, Henry Walter)
5. Marigolds – 2:42 (Gwen Stefani, Svante Halldin, Jakob Hazell, Niko Rubio)
6. Late to Bloom – 3:26 (Gwen Stefani, Nick Long, Madison Love, Henry Walter)
7. Swallow My Tears – 2:54 (Gwen Stefani, Nick Long, Madison Love, Henry Walter)
8. Reminders – 3:18 (Gwen Stefani, Ilsey Juber, Stephen McGregor)
9. All Your Fault – 3:45 (Diane Warren)
10. Purple Irises (featuring Blake Shelton) – 3:40 (Gwen Stefani, Svante Halldin, Jakob Hazell, Niko Rubio)

## Classifiche
| Classifica (2024) | Posizione più alta |
| ----------------- | ------------------ |
| Belgio (Vallonia) | 136                |
| Stati Uniti       | 95                 |
| Svizzera          | 80                 |